# Френк Болдвін
Френк Двайт Болдвін (англ. Frank Baldwin; нар. 26 червня 1842, Манчестер — пом. 22 квітня 1923, Денвер) — американський військовослужбовець, офіцер армії Союзу за часи Громадянської війни. Один з 19 американських військовослужбовців, які двічі стали кавалерами Медалі Пошани, найвищої відзнаки США за проявлений героїзм на полі бою. Свою першу нагороду Болдвін отримав за свої бойові заслуги в Атлантській кампанії в Громадянській війні в США, де він очолював свою роту в бою біля Пічтрі-Крік і захопив двох офіцерів Конфедерації в полон. Другу нагороду він отримав за відвагу в 1874 році за часи Індіанських війн. Болдвін один з п'яти американських військових, які отримали медаль Пошани в різних конфліктах. Він також воював на Філіппінах під час іспано-американської війни і дослужився до звання генерал-майора перед виходом у відставку.

## Біографія
Болдвін служив у Громадянській війні в 19-му Мічіганському піхотному полку, спочатку в чині першого лейтенанта. Брав участь у всіх боях свого полку з 1862 по 1865 рік. У 1864 році капітан Болдвін брав участь у знаменитому поході генерала Вільяма Шермана до моря. 20 липня того ж року відзначився в битві при Пічтрі-Крік, отримавши за свої бойові заслуги першу медаль Пошани.
Після війни спочатку був студентом коледжу Гіллсдейл, але в 1866 році після післявоєнної реорганізації регулярної армії поступив на службу до 19-го регулярного піхотного полку у званні другого лейтенанта. Згодом продовжив службу у 5-му піхотному полку США, з яким він воював у різних прикордонних конфліктах з індіанцями. Під керівництвом генерала Нельсона А. Майлза служив начальником розвідки під час кампаній проти Сидячого Бика та Шаленого Коня.
8 листопада 1874 року, коли командував розвідувальною ротою, він очолив раптовий напад на табір Сивобороди, врятувавши двох молодих сестер, чиї батьки та брати були вбиті іншою індіанською бандою. Він був нагороджений другою медаллю Пошани за відвагу у бою проти більшої сили, яка займала міцну оборонну позицію.
Болдвін також служив на Філіппінах під час іспано-американської війни. 9 червня 1902 року він отримав звання бригадного генерала Регулярної армії США, а в 1906 році пішов у відставку. У 1915 році він отримав звання генерал-майора напередодні виходу у відставку.
Під час Першої світової війни Болдвін служив генерал-ад'ютантом Національної гвардії Колорадо, посідав цю посаду до повторного виходу на пенсію в 1919 році.

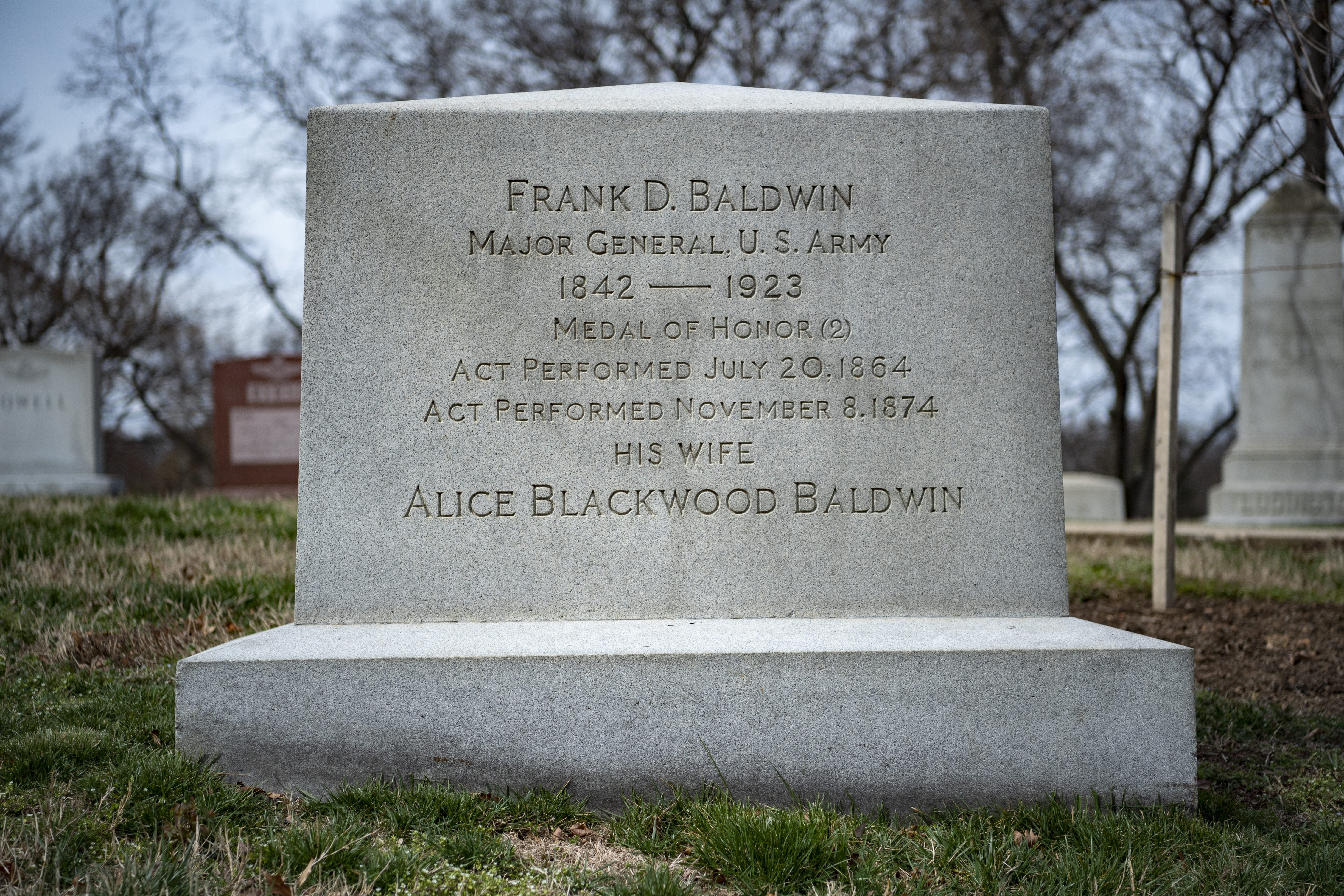

Френк Болдвін помер у Денвері, штат Колорадо, 22 квітня 1923 року і похований разом із дружиною на Арлінгтонському національному кладовищі в Арлінгтоні, штат Вірджинія.